# Jaroslavův dvorec
Jaroslavův dvorec a trh (rusky Ярославово Дворище и Торг) je historický architektonický komplex v někdejší trhové části ruského Velikého Novgorodu.

## Historie
Podle legendy zde Jaroslav I. Moudrý vystavěl palác, zastiňující svou nádherou a velkolepostí všechny podobné stavby v Evropě. Archeologické vykopávky však nic takového nepotvrdily.
Několik století zde fungoval trh. Nacházely se zde sýpky a obchody, panoval čilý obchodní ruch. U řeky se táhla dlouhá řada příštavišť, kde kotvily obchodní lodě přivážející zboží. U dvorce se také často scházelo novgorodské věče, které řešilo důležité státnické otázky.
Roku 1478 velkokníže Ivan III. vznesl požadavek, aby Jaroslavův dvorec přešel do jeho dědičného vlastnictví. Poslal proto do Novgorodu své zástupce a přikázal jim "setrvati na svém dvoře velkého knížete Jaroslava". Ivan IV. Hrozný dal roku 1572 vybudovat ve svém dvorci nové pokoje, proto byl Jaroslavův dvorec často nazýván Státním dvorcem. V 17. – 18. století byl na místě trhu vybudován na příkaz Petra I. Velikého obrovský obchodní dům. Během 2. světové války byl tento obchodní dům téměř kompletně zničen, zachovala se pouze věžová brána a dlouhá arkáda, která dodává areálu osobitý vzhled.
Roku 1992 byl Jaroslavův dvorec zapsán v rámci Historických památek Novgorodu a okolí na seznam světového dědictví UNESCO.

## Objekty v areálu
- Chrám svatého Mikuláše - nejstarší chrám a první kamenná stavba Jaroslavova dvorce, vystavěn knížetem Mstislavem v letech 1113–1136
- Chrám Paraskjevy Pjatnicy na trhu – vystavěn roku 1207 novgorodskými kupci na místě původního dřevěného chrámu, zasvěcen svaté Paraskjevě-Pjatnici, patronce novgorodských obchodníků
- Chrám svatého Jiří na trhu – vystavěn na místě původního dřevěného chrámu roku 1356 obyvateli přilehlé ulice Lubjanica; chrám několikrát vyhořel, nynější vzhled ve stylu moskevského baroka získal po požáru roku 1745
- Chrám svatého Jana Křtitele na opuce – založen roku 1127, původně patřil místnímu společenství obchodníků s medem, znovu vystavěn roku 1453, během druhé světové války těžce poškozen, po válce obnoven
- Chrám Zesnutí přesvaté Bohorodice na trhu
- Chrám žen myronosic
- Chrám svatého Prokopa
- Věžová brána obchodního domu
- Arkáda bývalého obchodního domu
- Hanzovní kašna

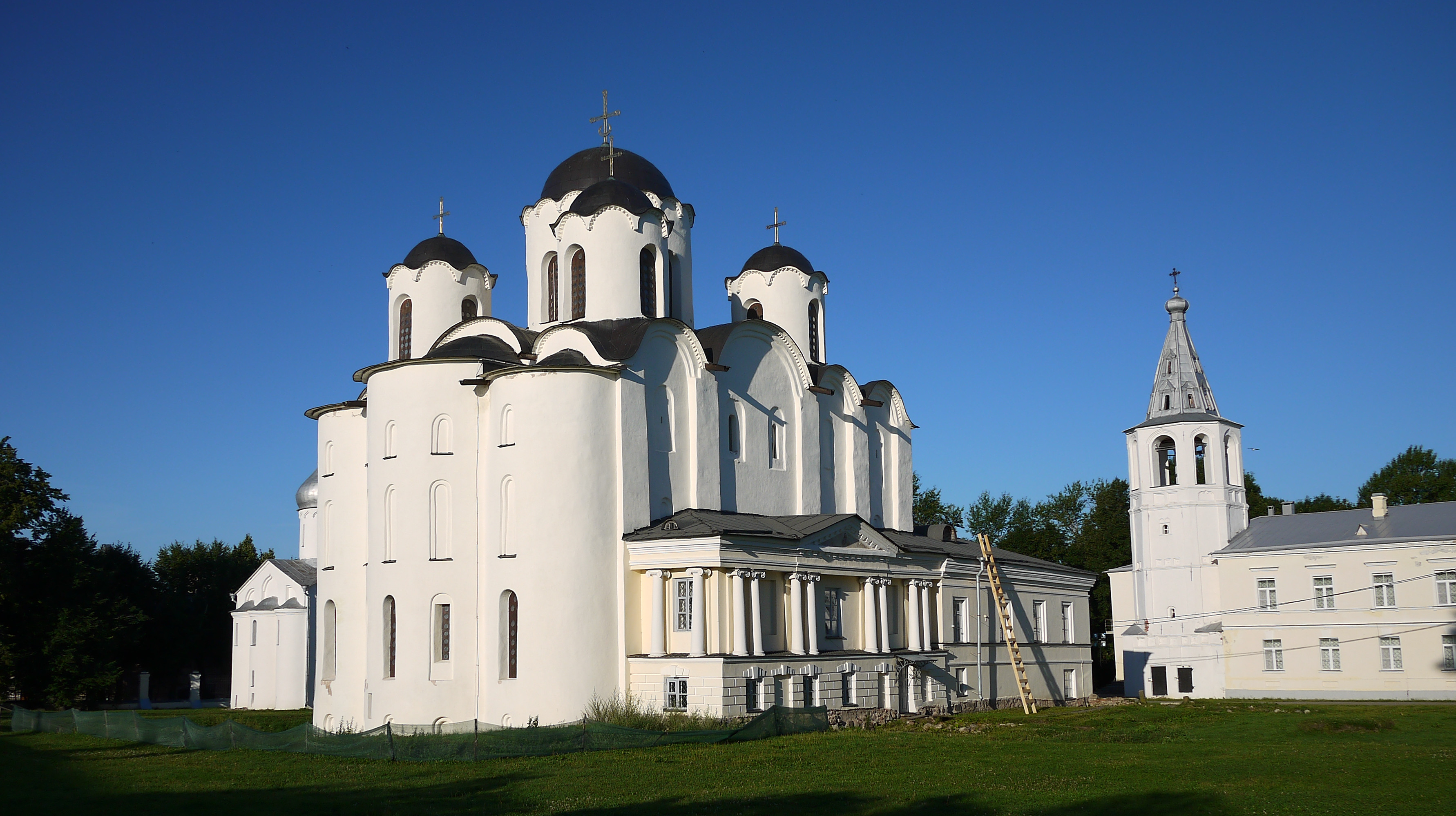
Chrám svatého Mikuláše
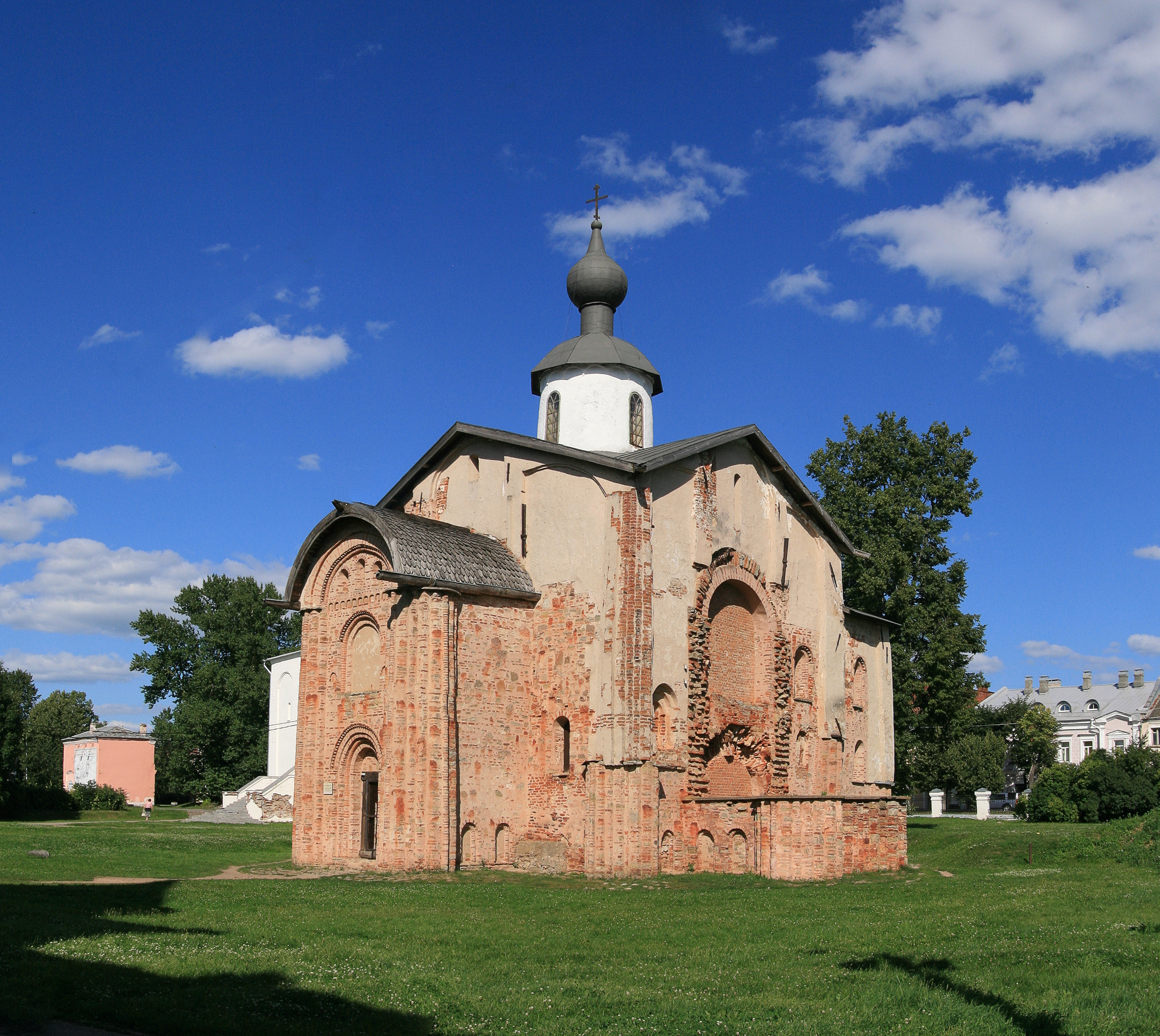
Chrám Paraskjevy Pjatnicy na trhu
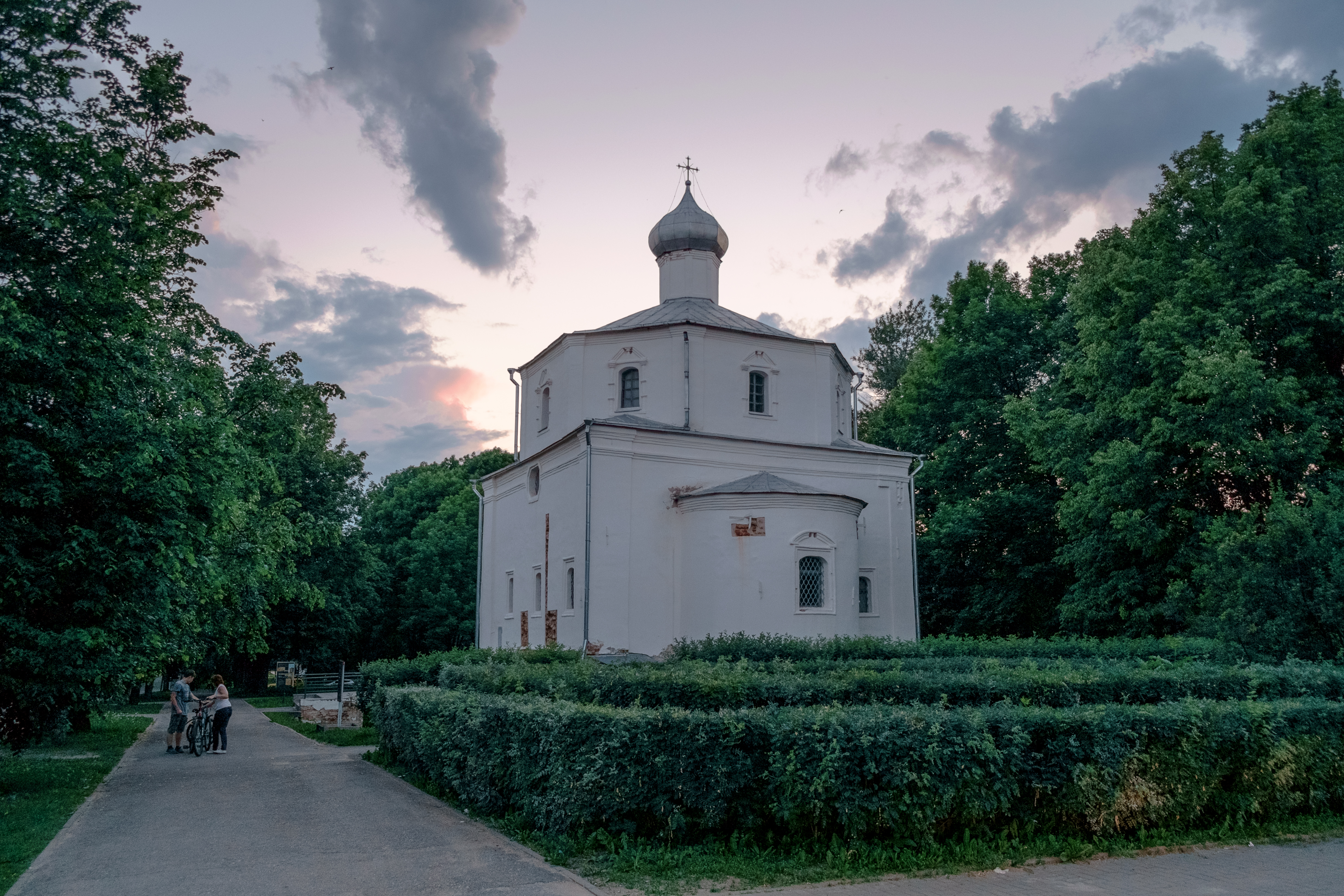
Chrám svatého Jiří na trhu
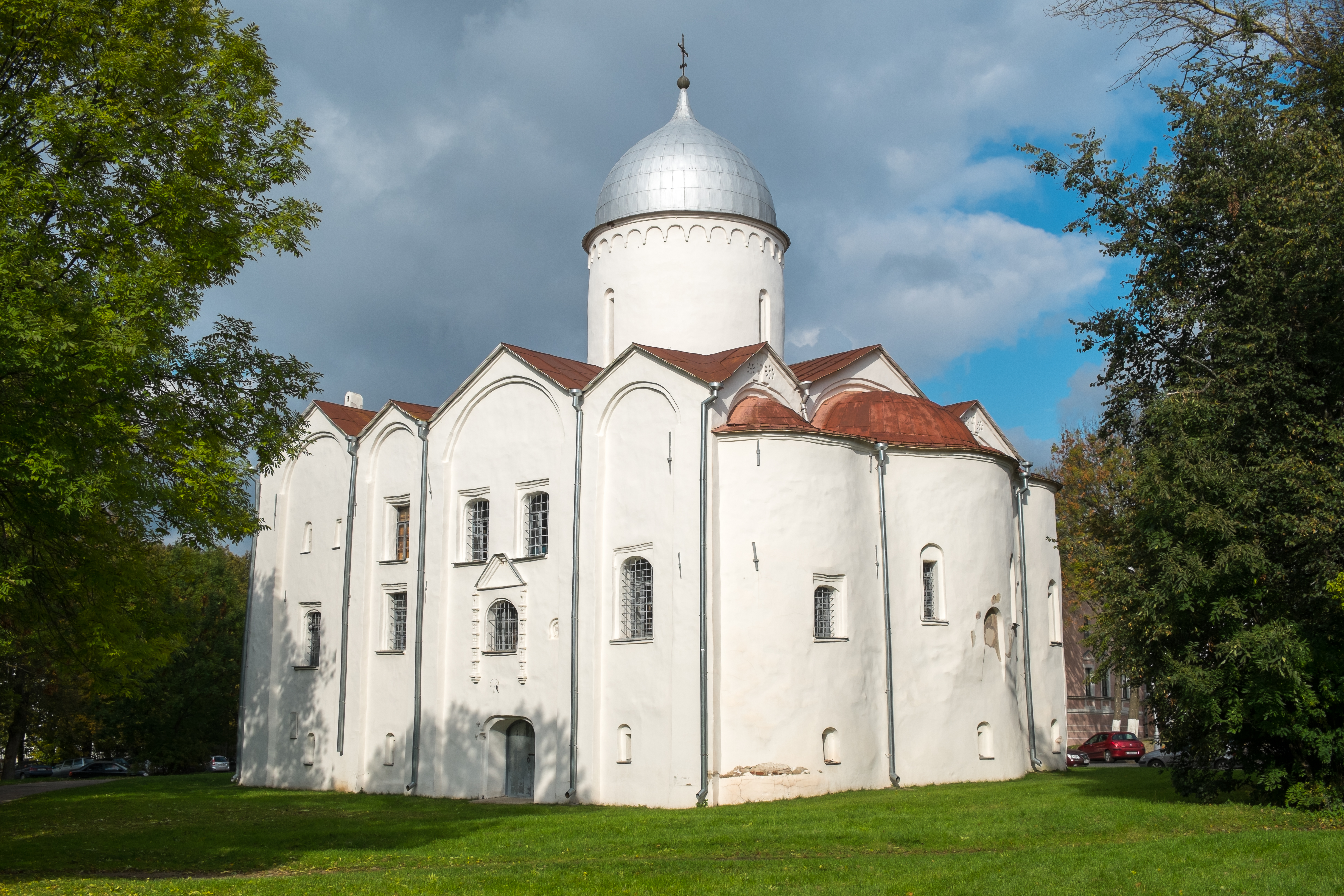
Chrám svatého Jana Křtitele na opuce
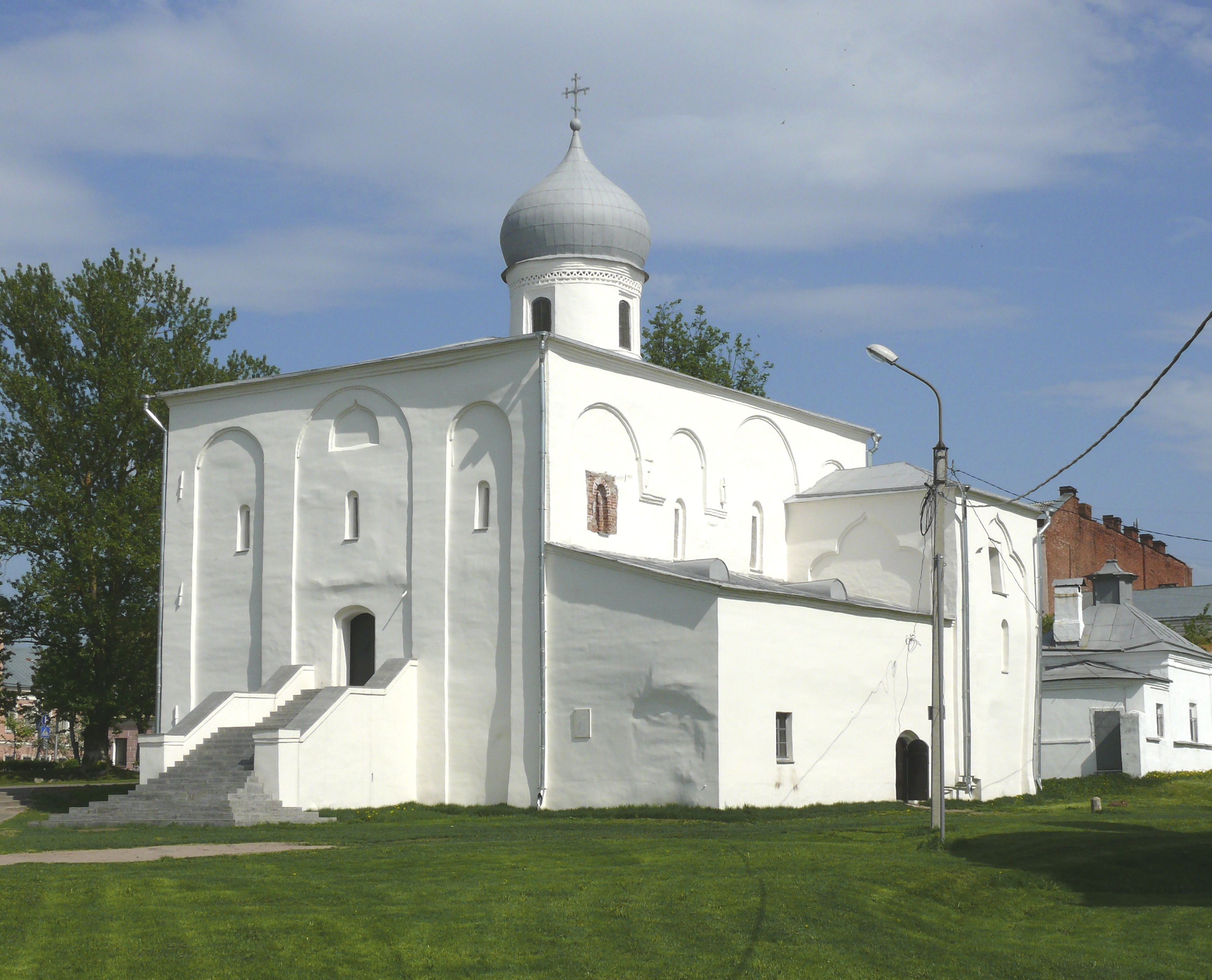
Chrám Zesnutí přesvaté Bohorodice na trhu
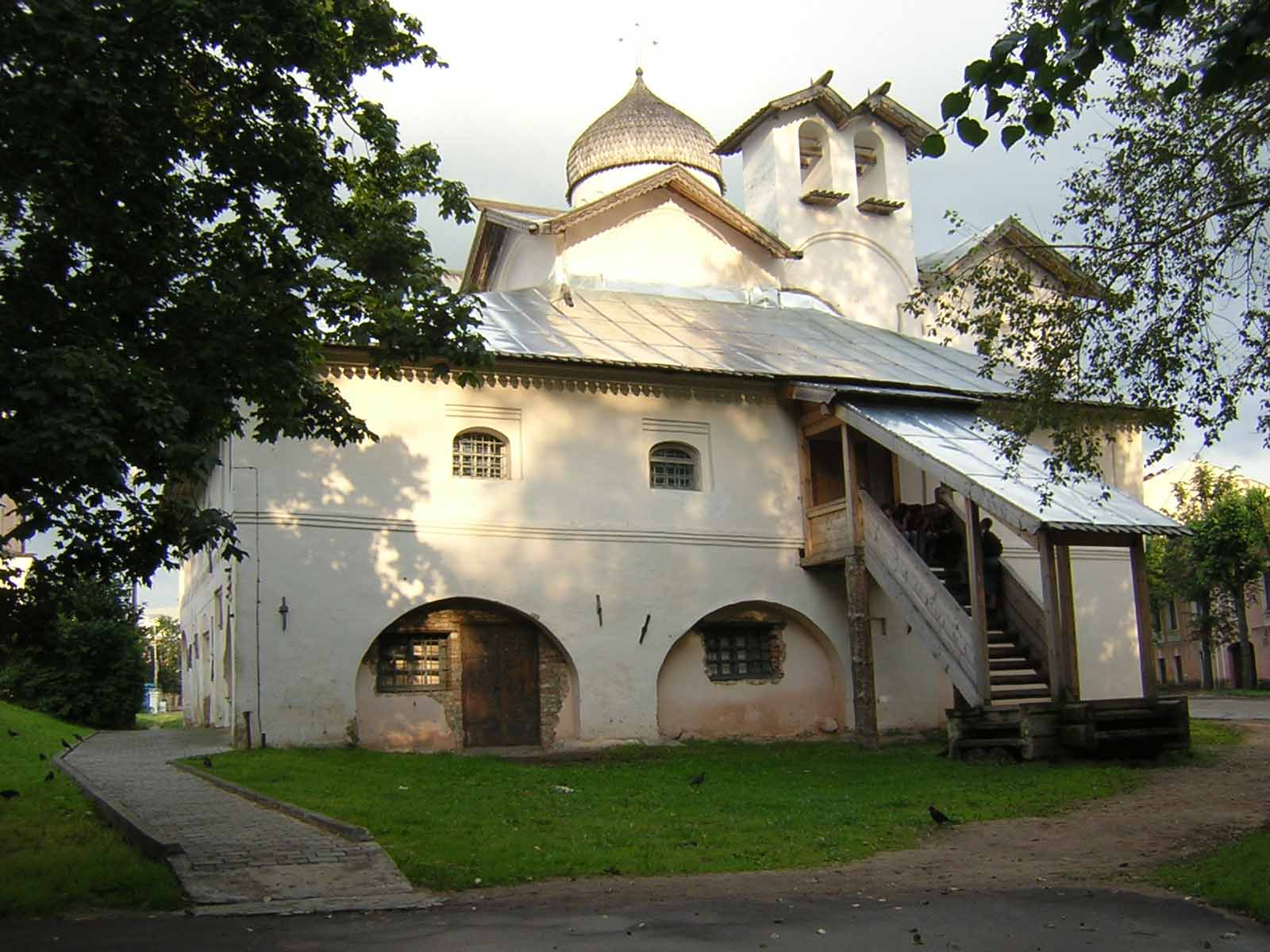
Chrám žen myronosic
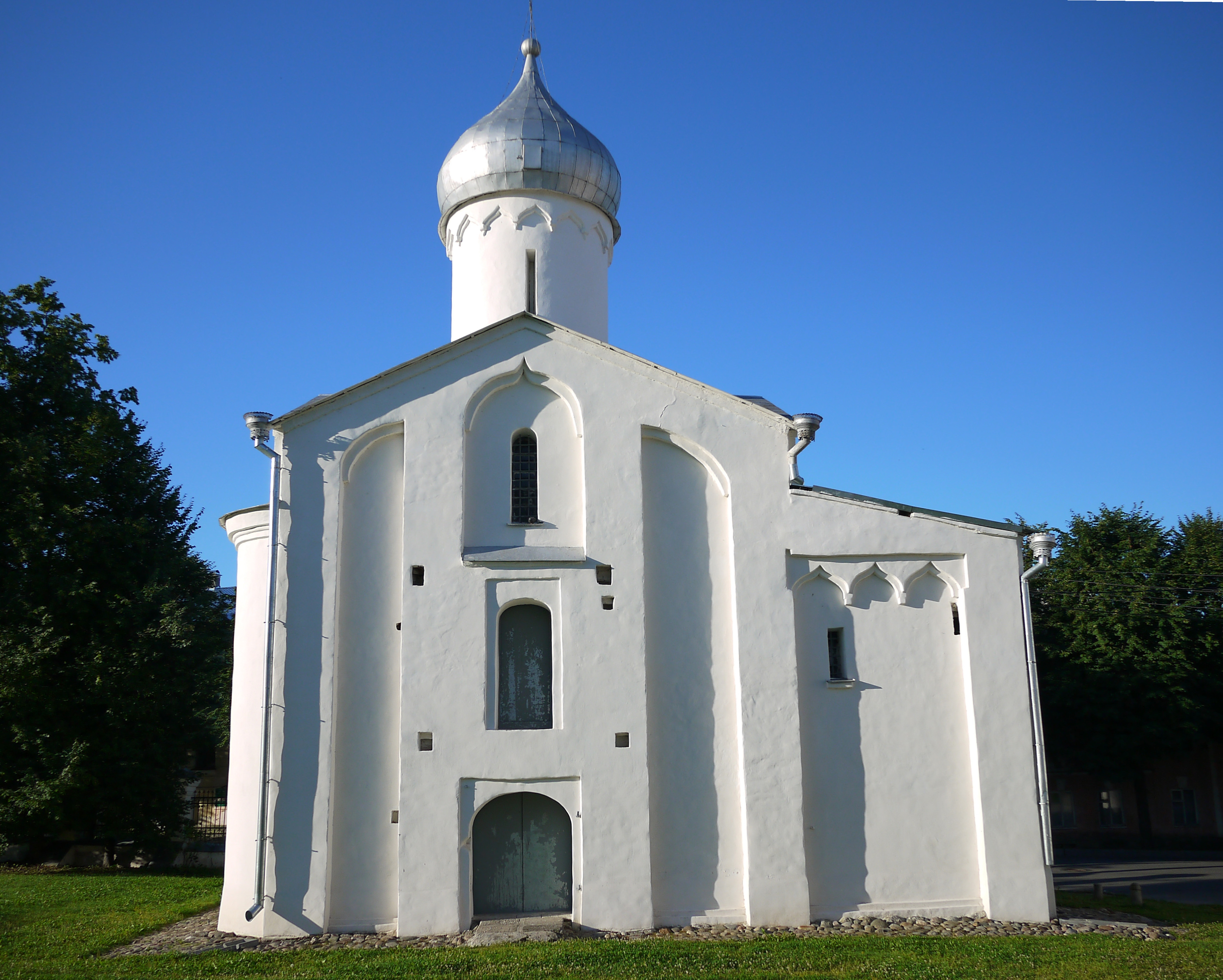
Chrám svatého Prokopa
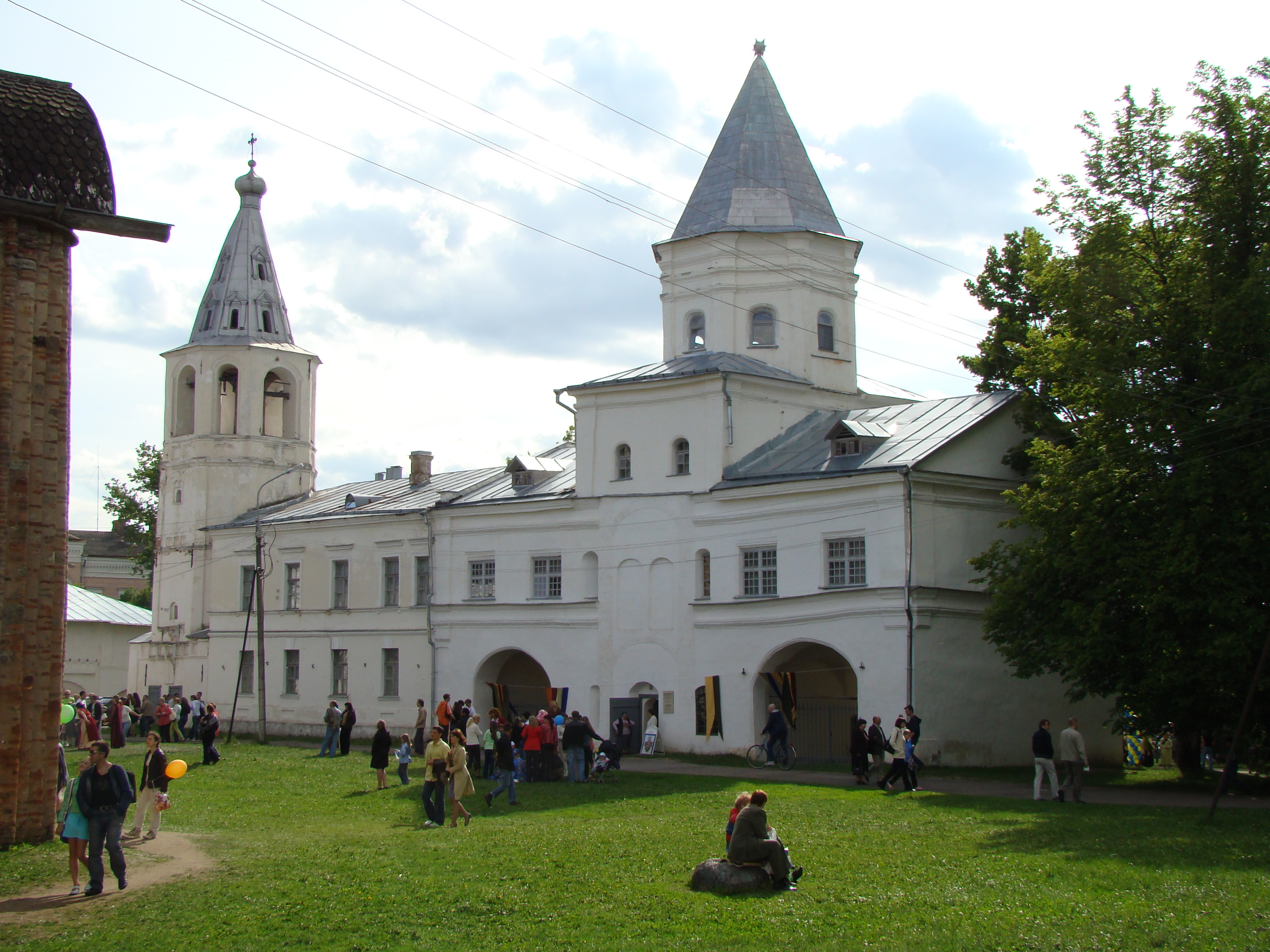
Věžová brána obchodního domu
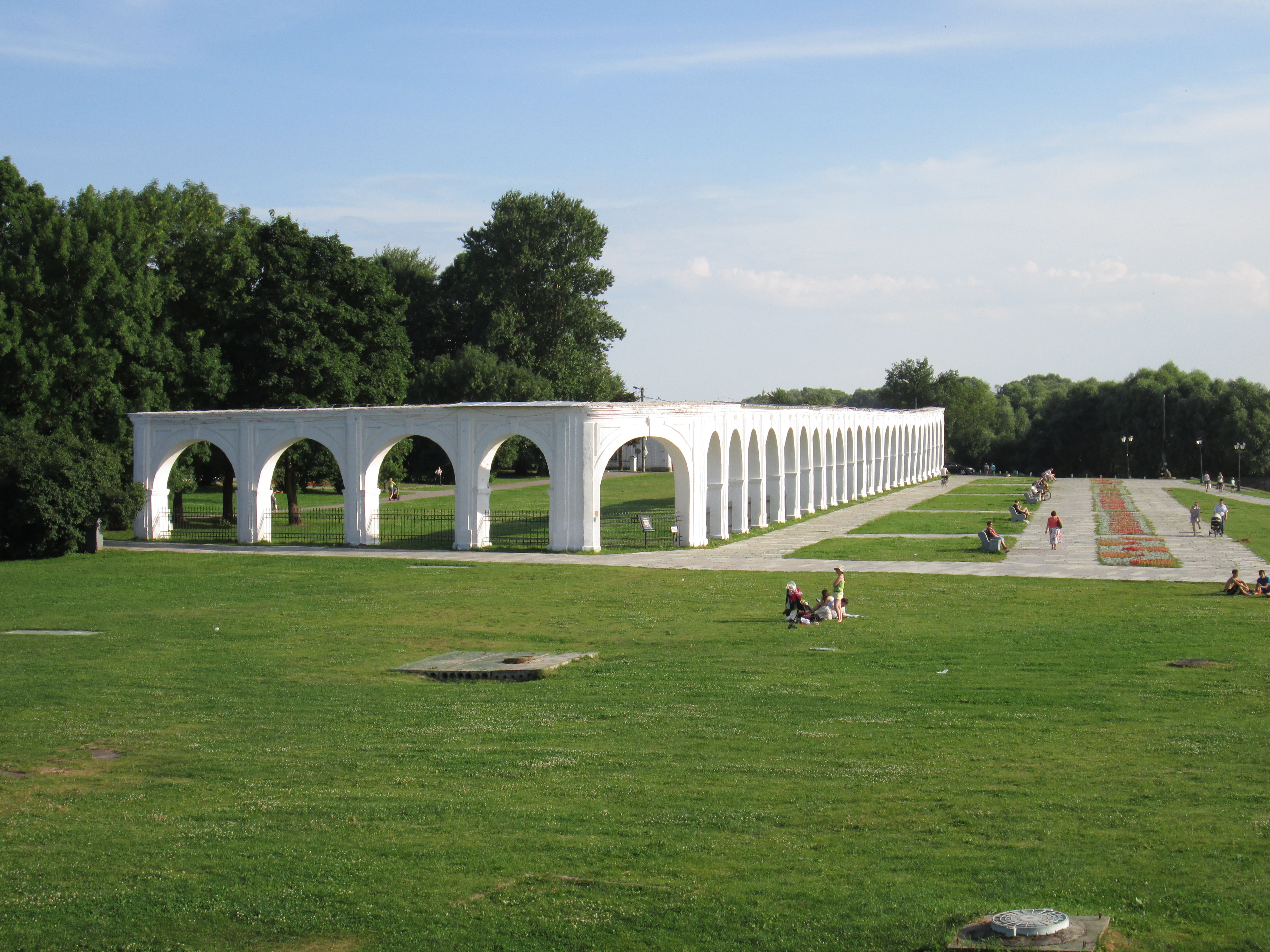
Arkáda bývalého obchodního domu